# Thalerastria nigrivittata
Thalerastria nigrivittata är en fjärilsart som beskrevs av W. Warren 1888. Thalerastria nigrivittata ingår i släktet Thalerastria och familjen nattflyn. Inga underarter finns listade i Catalogue of Life.